# 호도가야구
호도가야구(일본어: 保土ケ谷区)는 일본 가나가와현 요코하마시를 구성하는 18개 구 중 하나이다.

## 지리
요코하마시의 중앙에 위치한다. 북동쪽으로 가나가와구, 동쪽으로 니시구, 남동쪽으로 미나미구, 남쪽으로 도쓰카구, 서쪽으로 아사히구, 북서쪽으로 미도리구와 접한다.

## 교육
- 요코하마 국립대학

## 교통

### 철도
- 동일본 여객철도 요코스카선
- 사가미 철도 본선
- 도카이도 신칸센과 도카이도 본선이 구를 통과하나 이곳의 어떤 역에도 정차하지 않는다.

### 도로
- 수도고속도로 가나자와 2호 미쓰자와선
- 수도고속도로 가나자와 3호 가리바선
- 국도 1호선
- 국도 16호선
- 국도 466호선